# Ercheia dubia
Ercheia dubia là một loài bướm đêm thuộc họ Noctuidae. Nó được tìm thấy ở châu Á (bao gồm Hàn Quốc và Nhật Bản) và ở Úc và New Guinea
Sải cánh dài 45–53 mm.

## Hình ảnh

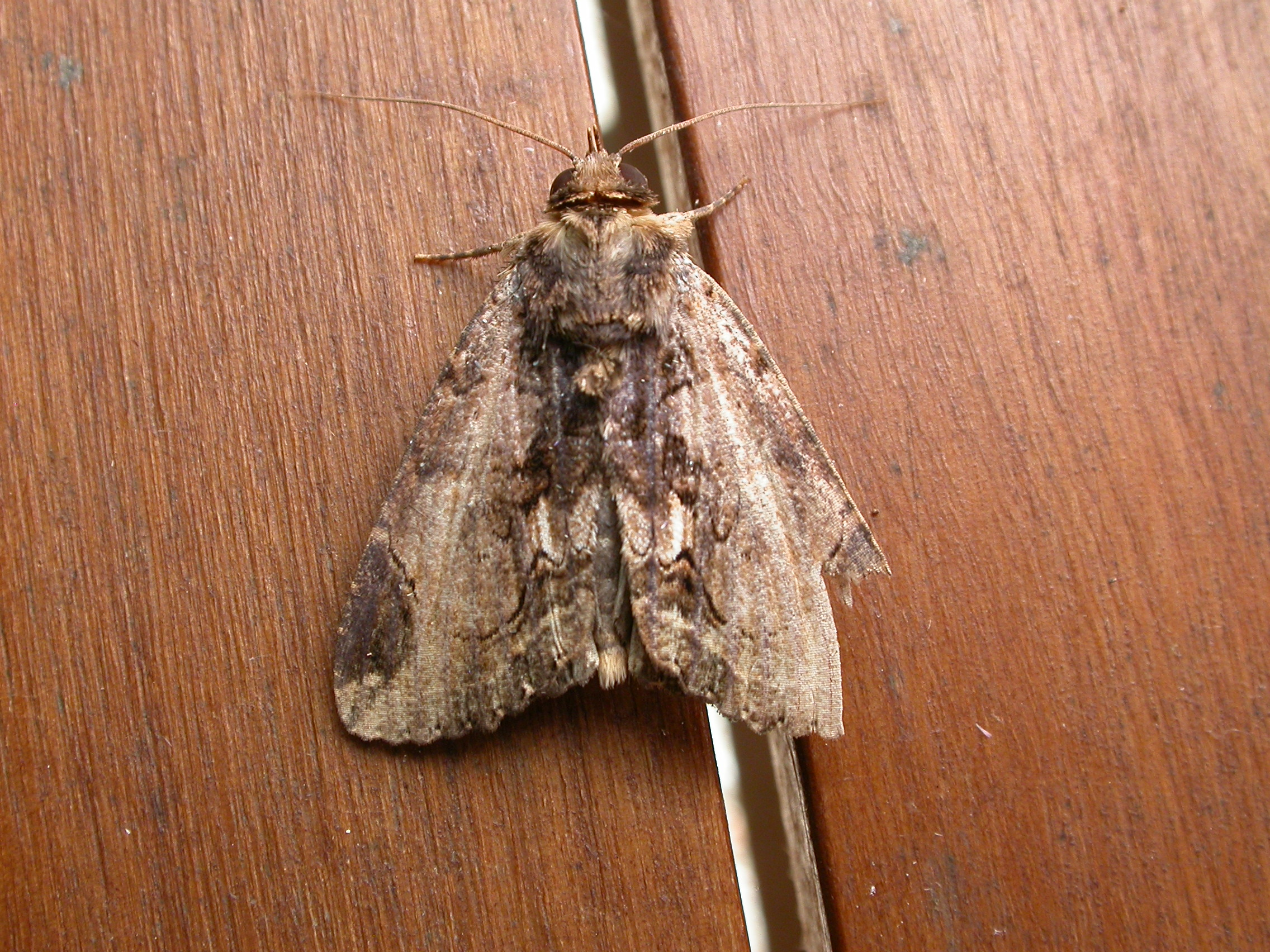